# Francis Bordeleau
Pour les articles homonymes, voir Bordeleau.
Francis Bordeleau, né le 18 octobre 1992, est un réalisateur, producteur et scénariste québécois .

## Biographie
Francis Bordeleau fait ses études au Collège Ahuntsic, profil international, puis obtient en 2015 un baccalauréat en communication et politique de l'Université de Montréal. Il habite à Montréal.
Francis Bordeleau réalise, en 2015, son premier court-métrage de fiction, Iceland, pour lequel il est sélectionné au Short Film Corner du Festival de Cannes 2016. Cette même année 2016, il réalise un deuxième court-métrage, Carnasse, sélectionné en compétition officielle lors du Fantastique week-end du cinéma québécois au Festival Fantasia. Ce court-métrage lui vaut le Prix du public de l'édition 2016.
Début 2017, il achève le tournage de son premier long-métrage de fiction, Wolfe, dont il assure la réalisation, la scénarisation et la coproduction . Le film attire l'attention dès le début du tournage  et mise sur une impressionnante distribution de la scène québécoise. Distribué au Canada par TVA Films, le long-métrage sort en salle le 26 octobre 2018.
En 2021, il signe la réalisation du vidéoclip Néoréalité, du pianiste international Steve Barakatt, chevalier de l'Ordre national du Québec et ambassadeur de l'UNICEF. Une œuvre vue plus de 500 000 fois déjà et présentée lors de plusieurs concerts d’envergure à travers l’Europe et l’Asie. La même année, il réalise VLAD, le défilé de la collection été 2022 du designer montréalais MRKTN, concurrent de la saison 3 de Making the Cut, produit et diffusé par Amazon Prime.
En janvier 2023, il entame la réalisation de son deuxième long-métrage de fiction, Anna Kiri, distribué par Filmoption International. La sortie cinéma est prévue au 26 septembre 2025 .

## Filmographie

### Longs-métrages
- 2018 : Wolfe[1]
- 2025 : Anna Kiri[10]

### Courts-métrages
- 2016 : Carnasse[11]
- 2016 : Iceland[2]

### Vidéoclips
- 2021: Steve Barakatt - Néoréalité[12]
- 2021: VLAD[13]

## Distinctions
- Prix du public Or - court-métrage. Fantastique week-end du cinéma québécois. Festival Fantasia 2016[11]
- ShortFilm Corner. Festival de Cannes. 2016[2]
- Music video of the week - Berlin Music Video Awards. 2021[12]
- Sélection - Seeyousound International Music Film Festival. 2021[14]